# Česká
Česká (deutsch Zinsendorf) ist eine Gemeinde in Tschechien. Sie liegt elf Kilometer nördlich des Stadtzentrums von Brünn an dessen Stadtrand und gehört zum Okres Brno-venkov.

## Geographie
Česká befindet sich in der Bobravská vrchovina im Quellgebiet des Baches Drážní potok. Nördlich erhebt sich die Šiberná (359 m), im Osten die Strážná (369 m), südlich die Ostrá hora, südwestlich der Sychrov (463 m) und im Nordwesten die Kuřimská hora (435 m).
Östlich des Dorfes verläuft die Staatsstraße I/43/E 461 zwischen Brünn und Lipůvka sowie die Bahnstrecke Brno – Havlíčkův Brod.
Nachbarorte sind Podlesí im Norden, Lelekovice im Nordosten, Útěchov und Ořešín im Osten, Jehnice und Mokrá Hora im Südosten, Ivanovice im Süden, Jinačovice im Südwesten sowie Moravské Knínice und Kuřim im Nordwesten.

## Geschichte

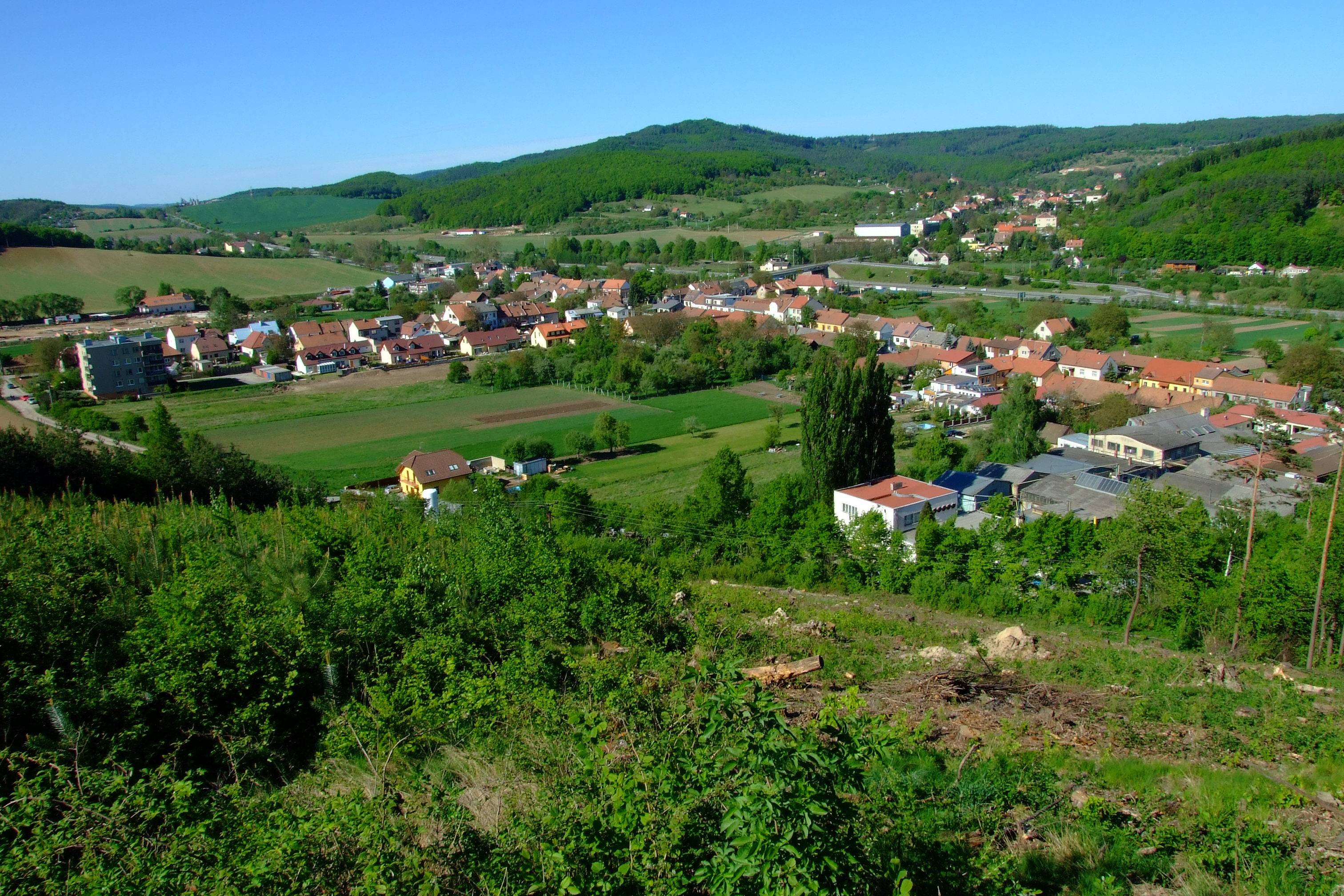
Nördlicher Teil von Česká mit Ortskern sowie dem Nachbarort Lelekovice

Zinsdorf wurde 1784 im Zuge der Raabisation angelegt, als die Herrschaft Gurein den Vorwerkshof Lelekowitz auflöste und Teile davon parzellierte. Entlang der Kaiserstraße von Brünn nach Schlesien, wo sich zuvor eine seit 1373 nachweisbare Ausspanne befanden hatte, erhielten 24 Siedlerfamilien Grundstücke. Da die Raabschen Reformen von den Mährern mit Skepsis betrachtet wurden, kamen die neuen Siedler aus der Gegend von Litomyšl in Böhmen. Im Siedlungsvertrag vom 17. Januar 1785 wurde südlich der Ausspanne die Errichtung von jeweils zehn Häusern zu beiden Seiten der Kaiserstraße fixiert. Wegen der an die Herrschaft Gurein fälligen Zinsleistungen zur Abzahlung der Grundstücke, erhielt der Ort den Namen Zinsdorf. Zum Ende des 18. Jahrhunderts entstand ein steinerner Glockenturm. In der ersten Hälfte des 19. Jahrhunderts wandelte sich der Ortsname in Zinsendorf/Cinzendorf, auf einigen Karten wurde er fälschlicherweise als Zinzendorf angegeben.
Nach der Aufhebung der Patrimonialherrschaften bildete Zinsendorf ab 1850 eine Gemeinde im Brünner Bezirk. Mit dem Bau der Eisenbahn von Brünn nach Tischnowitz erhielt Zinsendorf 1884 eine Bahnstation. 1902 erfolgte der Anbau einer Kapelle an den Glockenturm. Nach der Gründung der Tschechoslowakei erfolgte 1921 die Änderung des tschechischen Ortsnamens Cinzendorf in Česká. Im selben Jahre kam das Dorf zum Okres Brno-venkov. Zwischen 1948 und 1960 gehörte es zum Okres Brno-okolí und nach dessen Auflösung wieder zum Okres Brno-venkov.

## Sehenswürdigkeiten
- Kapelle, sie wurde 1902 an den Glockenturm angebaut
- steinernes Kruzifix, errichtet 1883 am Abzweig nach Lelekovice
- Gedenkstein für die Opfer beider Weltkriege, aufgestellt 1921
- Naturdenkmale Šiberná und Březina, nördlich des Dorfes
- Naturpark Baba, westlich des Ortes